# ЖРК Наиса
Женски рукометни клуб Наиса је женски рукометни клуб из Ниша, Србија. Клуб је основан 1969. као РК „ДИН“ Ниш, а данашњи назив „Наиса“ носи од 2005. године. Тренутно се такмичи у Суперлиги Србије.

## Историја
Клуб је основан 1969. као РК „ДИН“ Ниш. По први пут постаје прволигаш 1978. године и од тада непрекидно игра у елитном рангу.
ДИН је 1998. био финалиста купа, па је у наредној сезони 1998/99. по први играо у неком европском такмичењу, Купу победника купова. У сезонама 2001/02. и 2002/03. играо је у ЕХФ купу, а у сезони 2003/04. ДИН се по први пут кроз квалификације пласирао у Лигу шампиона. У истој сезони ДИН је као вицепрвак поново стекао право да игра квалификације за Лигу шампиона у сезони 2004/05. и успео да се поново пласира у групну фазу. Клуб је 2004. освојио свој први трофеј, Куп Србије и Црне Горе, а у финалу је побеђена подгоричка Будућност са 27:26. ДИН 2005. мења назив у ЖРК „Наиса“.
Један од највећих успеха клуба дошао је у сезони 2006/07., када је освојен ЕХФ Челенџ куп. Противник Наисе у финалу је био румунски клуб Универзитатеа Жолидон Клуж-Напока, у првом мечу Наиса је поражена са 32:23, а у реваншу у Нишу је победила са 30:21 и због два више постигнута гола у гостима Наиса је освојила трофеј. Исте сезоне Наиса је освојила свој други трофеј националног купа победивши у финалу београдски Раднички са 25:14, а у првенствy је завршила као вицепрвак.
У сезони 2007/08. Наиса је по први пут у клупској историји освојила титулу националног првака, а успела је и да одбрани трофеј у Купу Србије победом од 27:23 против панчевачког Динама у финалу, чиме је освојена прва дупла круна. Клуб је као првак Србије стекао право учешћа у квалификацијама за Лигу шампиона у сезони 2008/09., али за разлику од претходна два учешћа овај пут није успео да се пласира у групну фазу.
Наиса је у сезони 2008/09. била надохват друге титуле у Суперлиги Србије, пошто су Врњачка Бања и Наиса имали једнак број бодова - 34, али је Врњачка Бања ипак имала бољу гол ралику из међусобних дуела са Наисом (21:22, 24:20) и тако освојила титулу. Ипак у Куп Србије Наиса је поново била успешна и освојила трећи трофеј заредом, а у финалу је побеђен аранђеловачки Књаз Милош са 36:25.
Наредне три сезоне за Наису нису биле успешне као претходних година, у сезони 2009/10. је заузела четврто место, наредне 2010/11. треће, док је у сезони 2011/12. била седма. У сезони 2009/10. Наиса је учествовала у Купу победника купова и стигла до четвртфинала, док је 2010/11. стигла до трећег кола ЕХФ купа.

## Успеси
- ЕХФ Челенџ куп:
  - Освајач (1): 2006/07.

- Суперлига Србије :
  - Првак (1) : 2007/08.

- Куп Србије :
  - Освајач (3) : 2006/07, 2007/08, 2008/09.

- Куп Србије и Црне Горе :
  - Освајач (1) : 2003/04.

## Познати бивши играчи
- Сања Дамњановић
- Слађана Дронић
- Биљана Филиповић
- Јелена Поповић
- Светлана Огњеновић
- Петковић Милена

## Тренутни састав
- Милојевић Милена-4
- Филиповић Марија-21
- Јевтовић Јована-16
- Каралић Николија-5
- Белић Анја-17
- Митровић Наталија-14
- Николић Оливера-2
- Петковић Теодора-6
- Татар Андријана-22
- Поповић Тамара-55
- Радовић Катаина-10
- Стефановић Александра-9
- Стојов Андријана-8
- Танасковић Катарина-20
- Величковић Теодора-18
- Стојилјковић Кистина-3
- Вучковић Теодора-19
- Здравковић Јована-13
- Здравковић Теодора-15

## Познати бивши тренери
- Светислав Јовановић - "Бели"